# Finchley Road (metropolitana di Londra)
Finchley Road è una stazione delle linee Jubilee e Metropolitan della metropolitana di Londra.

## Storia
La stazione fu aperta il 30 giugno 1879 dalla Metropolitan Railway (MR, l'attuale linea Metropolitan) nell'ambito dell'estensione dalla stazione oggi chiusa di St. John's Wood (una stazione distinta dall'attuale stazione di St. John's Wood sulla linea Jubilee). La stazione fu ricostruita nel 1914 con le entrate incorporate in una nuova serie di negozi.
Intorno alla metà degli anni trenta la linea Metropolitan era completamente intasata sulle proprie linee principali provenienti dall'area a nord di Londra, a causa della limitata capacità dei binari tra le stazioni di Finchley Road e Baker Street. Per alleviare la situazione furono scavate nuove sezioni di tunnel profondi tra Finchley Road e Baker Street perché portassero una parte del traffico dalla diramazione per Stanmore e delle stazioni a sud di Wembley Park. Queste nuove gallerie furono aperte il 20 novembre 1939 e da quella data la stazione di Finchley Road fu servita anche dai treni della linea Bakerloo provenienti da Baker Street e che utilizzavano le nuove gallerie. Le corse della Bakerloo furono successivamente trasferite alla Jubilee quando questa iniziò ad operare il 1º maggio 1979.
Finchley Road era anche il nome di una vicina stazione della Midland Railway che fu chiusa nel 1927. I resti di questi binari sono visibili dai treni Thameslink che percorrono la Midland Main Line.

## Strutture e impianti
La stazione è situata a Finchley Road, una via di Hampstead. Serve le zone di Frognal e South Hampstead e fa parte della Travelcard Zone 2. Ha una media di quasi 10 milioni di passeggeri all'anno

## Interscambi
La stazione consente l'interscambio con la stazione di Finchley Road & Frognal, della North London Line della London Overground. La distanza tra le due stazioni è di 450 metri.
Nelle vicinanze della stazione effettuano fermata numerose linee automobilistiche, gestite da London Buses.
- Stazione ferroviaria (Finchley Road & Frognal, London Overground)
- Fermata autobus

## Curiosità
L'analisi del suolo rimosso quando si scavarono le gallerie rivelò che questo sito si trovava ai margini del ghiacciaio che copriva la Gran Bretagna a nord per tutta l'ultima era glaciale, come illustrato nell'episodio 4 (Islands Apart) della serie di storia naturale della BBC - British Isles: A Natural History.

## Galleria d'immagini

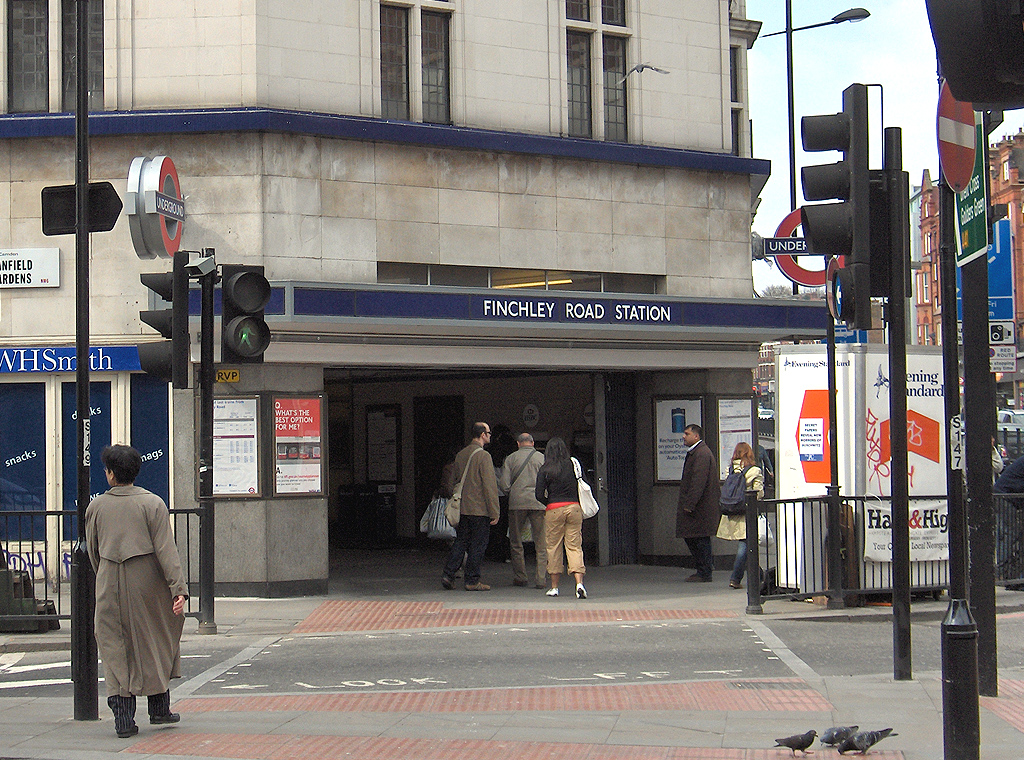
Entrata della stazione
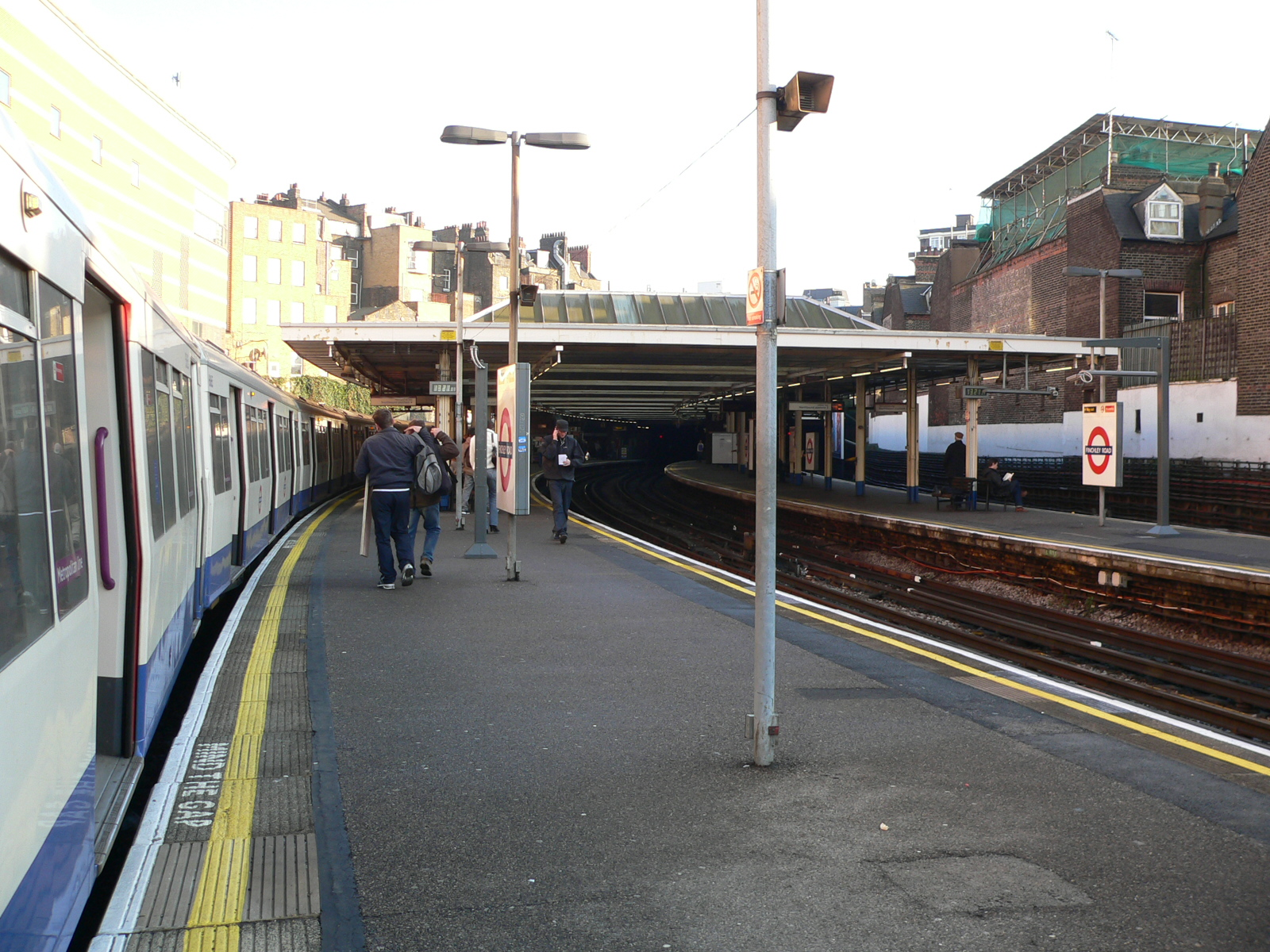
Binari
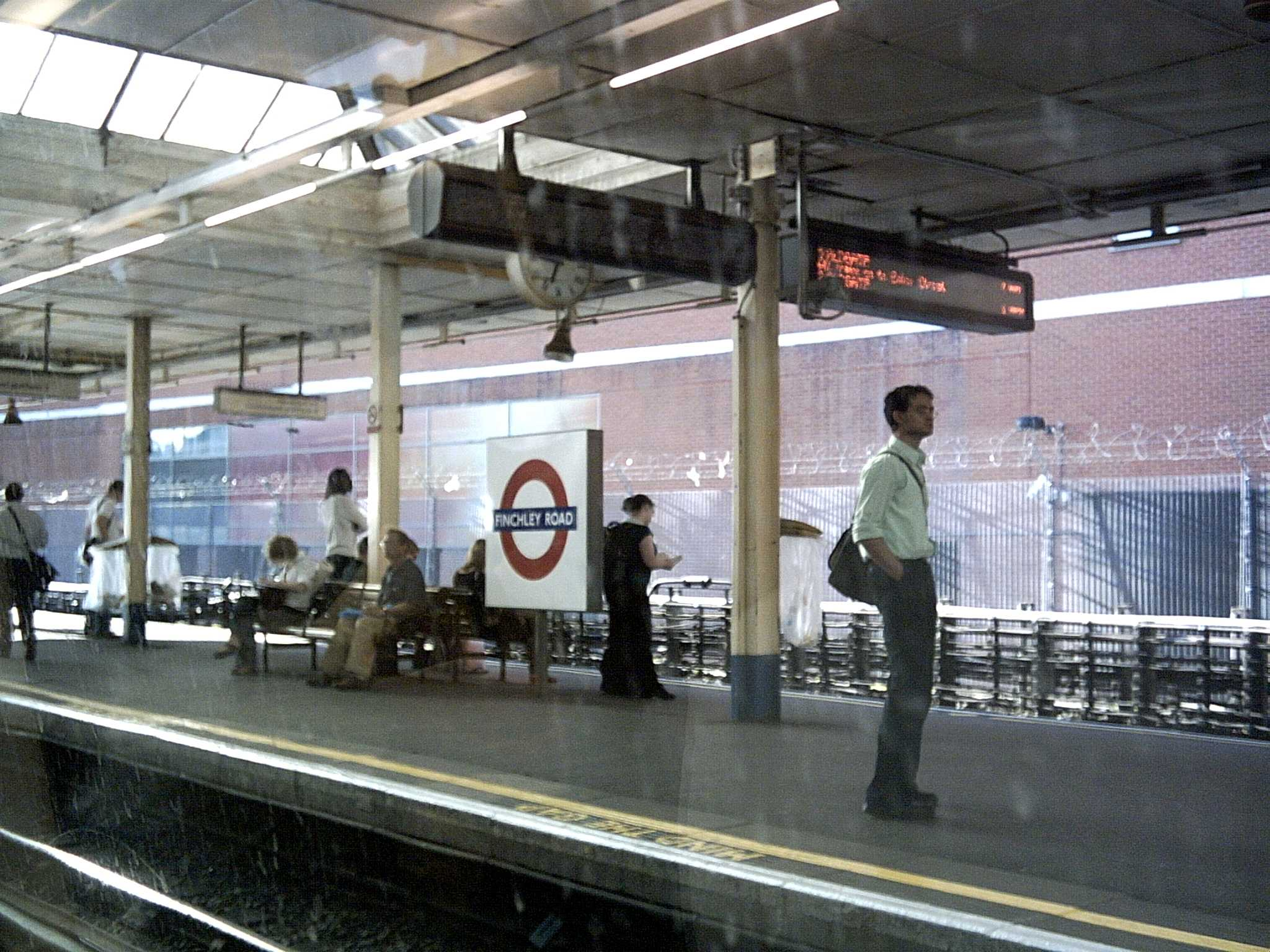
Binario visto da un treno direzione nord della Jubilee Line